# Lesothský loti
Loti (množné číslo maloti) je zákonným platidlem jihoafrického království Lesotho. Jeho ISO 4217 kód je LSL. Jedna setina loti se nazývá sente (množné číslo lisente).
Na území Lesotha se používal měnový systém sousední Jihoafrické republiky. V době vyhlášení nezávislosti Lesotha (1966) byl v oběhu jihoafrický rand. Ten je oficiálním platidlem Lesotha dodnes. Lesotho v tomto roce vydalo sérii pamětních mincí. Mince a bankovky určené pro každodenní používání se do oběhu dostaly až v roce 1980.
Lesotho je jedním ze členů Jihoafrické celní unie (další členové jsou Namibie, Botswana, Jihoafrická republika a Svazijsko). 
Tři státy této skupiny utvořily spolu s Lesothem měnovou unii s názvem Společný měnový prostor. Jeho fungování spočívá v tom, že měny těchto států jsou pevně navázány na rand v poměru 1:1. Navíc je možné platit v těchto zemích jak místní měnou, tak i randem. V Jihoafrické republice ale měny ostatních států použít nelze.

## Mince a bankovky
Veškeré lesothské mince i bankovky mají ekvivalentní hodnoty jako jihoafrický rand.
Mince jsou raženy v hodnotách 5, 10, 20, 50 lisente, dále 1 loti a 2, 5 maloti.

Bankovky mají hodnoty 10, 20, 50, 100 a 200 maloti.